# Königliches Gymnasium zu Rawitsch

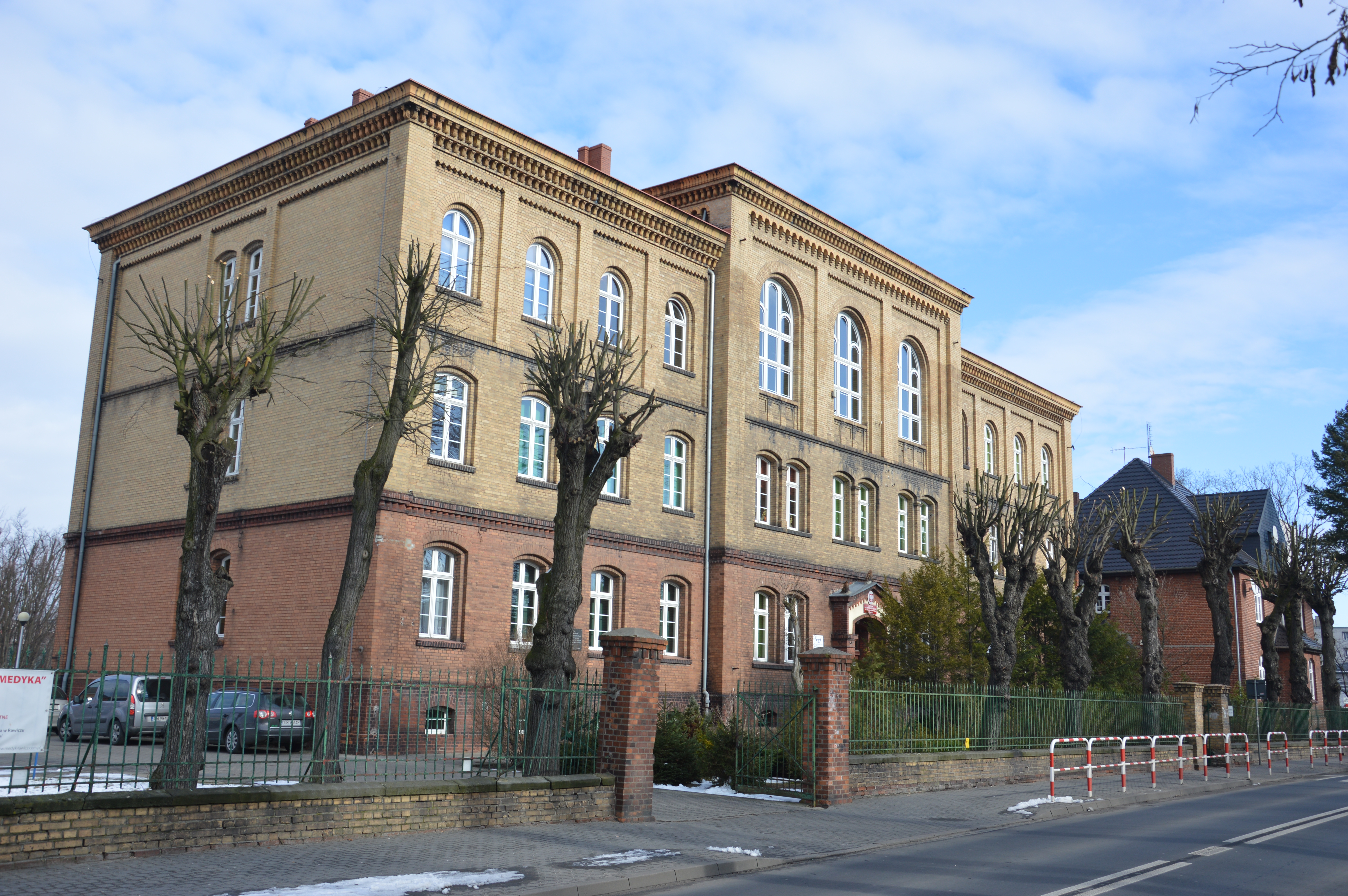
Gymnasium in Rawicz

Das Königliche Gymnasium zu Rawitsch bestand von 1898 bis 1919.

## Geschichte

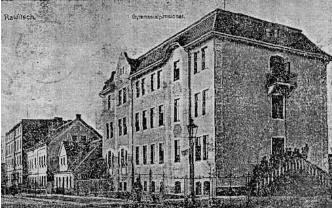
Gymnasialalumnat (Internat) in Rawitsch

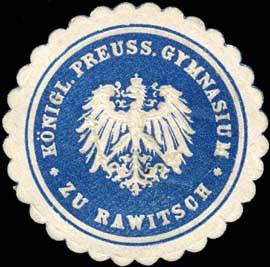
Siegelmarke des Königl. Preuss. Gymnasiums zu Rawitsch

1852 wurde eine Schule in Rawicz eröffnet, die seit 1853 als Realschule mit Progymnasium geführt wurde, bald danach nur noch als Realschule. 1874 ging sie von der städtischen in die staatliche (königliche) Verwaltung über.  1879 wurde das Schulgebäude grundlegend umgebaut. Seit 1882 war sie ein Realgymnasium, seit 1898 ein Gymnasium.
Es wurden Religion, Deutsch, Latein, Griechisch, Französisch, Geschichte, Erdkunde, Mathematik und Naturwissenschaft, sowie Gesang, Zeichnen und Turnen unterrichtet, wie in anderen preußischen Gymnasien auch. Die meisten Schüler waren deutsch und evangelisch, es gab aber auch einige jüdische (1863 51 von 183, 1873 98 von 377) und wenige polnische Schüler.
1919 wurde das deutsche Gymnasium geschlossen. Seit 1920 befindet sich dort das polnische Gymnasium, jetzt als Liceum.

## Persönlichkeiten
Direktoren
- Ernst Neumann, 1904 erwähnt[5]

Schüler
- Walter Siemianowsky (1891–1947), später Jurist und Bürgermeister
- Georg Wende (* 1903), 1914–1918/1919, danach Schulwechsel wegen der Schließung des Gymnasiums